# Кухар і співачка
«Кухар і співачка» — радянський художній фільм, знятий режисерами  Мукадасом Махмудовим і Валерієм Харченком у 1978 році.

## Сюжет
Кухар Тахір і співачка Зухра, провалившись на іспитах, не втрачають присутності духу. Випадково зайшовши до Будинку побуту Хасан Хасанич Бармалієв, веселий, але хитрий керівник трестом «Бюро комунальних послуг», приймає Тахіра і Зухру в бригаду автопоїзда, який покликаний обслуговувати жителів малодоступних районів Паміру. З музикою і піснями, беручи участь у весіллі й на святкуванні дня народження герої радують місцеве населення. Згодом спекулятивні справи «Бармалея» стають темою обговорення на зборах, але прийняте рішення на користь Хасана Хасанича залишає ситуацію без змін. Бармалієв вдається зруйнувати відносини між Тахіром і Зухрою, але мати Зухри з дочкою наздоганяють автокараван. Інтриги Хасана Хасанича розкриваються, і він залишає бригаду. Але Зухра і Тахір все одно не помирилися, і автопоїзд їде без Зухри.

## У ролях
- Махфірат Хамракулова — співачка Зухра (вокал Алла Пугачова)
- Рустам Уразаєв — кухар Тахір (вокал Геннадій Трофімов)
- Борис Січкін — Хасан Хасанич Бармалієв, «Бармалей», директор Будинку побуту (вокал Михайло Боярський)
- Гульсара Абдуллаєва — Туті-ханум, мати Зухри
- Алішер Ходжаєв — Ахмед
- Люция Рискулова — Шахерезада
- Ісмаїл Абдуллаєв — Камалбек
- Шамсі Джураєв — Садик
- Рустем Одінаєв — Ташмат
- Гані Акзамов — дідусь Зійо
- Мухаммад-Алі Махмадов — Марат, наречений Тані, онук Зійо

## Знімальна група
- Автор сценарію: Тимур Зульфікаров
- Режисери-постановники: Мукадас Махмудов,  Валерій Харченко
- Оператори-постановники: Олександр Панасюк, Георгій Хасанов
- Художник-постановник: Володимир Мякота
- Композитор:  Олександр Зацепін
- Пісні на вірші Леоніда Дербеньова,  Юрія Ентіна